# Тюльпан одноцветковый
Тюльпан одноцветковый (лат. Tulipa uniflora) — вид травянистых растений рода Тюльпан (Tulipa) семейства Лилейные (Liliaceae).

## Ботаническое описание
Многолетние травянистые растения, полностью гладкие. Луковица яйцевидная, 1—2 см длиной и 7—13 мм толщиной, одетая чёрно-бурыми жесткими чешуями, суженными на верхушке и облекающими нижнюю часть стебля и здесь с внутренней стороны жестко-волосистыми. Стебель 4—25 см высотой, на верхушке с 1 цветком, а около середины или выше с 2 более или менее сближенными листьями, которые серовато-зелёные, обыкновенно несколько изогнуты и нередко вдоль сложенные; из них нижний — ланцетовидный или линейно-ланцетовидный, заострённый, 6—13 см длиной и 6—10 мм шириной; верхний — более узкий, линейный, реже ланцетовидно-линейный. Листья сближенные, отчего кажутся почти супротивными, сильно отклонённые и изогнутые, обыкновенно длиннее верхушки стебля с цветком.
Цветок прямостоячий, внутри жёлтый или беловатый, снаружи синевато-зеленоватый, особенно на наружных листочках. Листочки околоцветника голые, почти одинаковой длины; из них внутренние обратно-яйцевидные, тупые или тупо-заострённые, 17—25 мм длиной и 7—10 мм шириной, шире ланцетовидных или продолговато-эллиптических заострённых наружных листочков. Тычинки в 1½ раза короче их, с голыми нитями неодинаковой длины: три из них, супротивные внутренним листочкам, немного длиннее остальных; пыльники продолговатые, в 1½—2 раза короче нитей. Пестик почти равен или немного короче тычинок, с продолговатой завязью почти равной столбику; рыльце неясно трёхлопастное. Коробочка яйцевидная или овальная, трёхгранная и трёхгнёздная, многосеменная, около 2 см длиной и 8—12 мм шириной. Семена сжатые, горизонтально лежащие.

## Распространение и экология
Сибирь, северо-восток Средней Азии, север Восточной Азии. Растёт на скалах и каменистых склонах, также в степях, редко в пределах альпийской области.

## Синонимы
- Gagea uniflora (L.) Schult. & Schult.f. (1829)
- Orithyia nutans Trautv. (1844)
- Orithyia uniflora (L.) D.Don (1836) — Хлебинка одноцветковая
- Ornithogalum uniflorum L. (1770)basionym
- Tulipa mongolica Y.Z.Zhao (2003)
- Tulipa stylosa Fisch. (1837), nom. superfl.